# Лаго, Борис Фёдорович
Бори́с Фёдорович Лаго (28 июля 1898 — 20 сентября 1938) — советский агент, нелегал, активный участник операции советской внешней разведки «Тарантелла».

## Биография

### Ранние годы
Отец Бориса Лаго был служащим московской железной дороги, рано умер. Борис воспитывался в семье отчима — офицера Генерального Штаба Колпакова. Учился в реальном училище, потом на юридическом и медицинском факультетах Новороссийского университета в городе Одесса. Летом 1917 года Лаго поступил вольноопределяющимся на военную службу, и был послан на Румынский фронт, где участвовал в работе Исполкома советов Румынского фронта, Черноморского флота и Одессы. Во время гражданской войны воевал на стороне белых. Службу проходил в Сумском пехотном полку, был ранен и награждён Георгиевским Крестом.

### Эмиграция и начало работы на советскую разведку
С 1919 Лаго работает в контрразведке Вооруженных сил Юга России (Одесса, Феодосия). В ноябре 1920 года с тем, что осталось от врангелевской армии, Борис Лаго эвакуируется в Константинополь. В Константинополе Лаго жил до 1922 года, где состоял в разведывательной организации В. В. Шульгина «Азбука». В 1922 году Лаго удалось выхлопотать стипендию чехословацкого правительства, после чего он выехал в Прагу на учёбу.
После принятия Советом народных комиссаров постановления об амнистии рядовых участников Белого движения Борис Лаго обращается в полпредство РСФСР в Чехословакии с просьбой разрешить ему вернуться на Родину. В посольстве Борису Лаго было предложено остаться за рубежом и работать на советскую разведку. Он дал согласие. 
Осенью 1922 года разразился скандал: в Праге получило огласку дело врангелевского штаба, тайно агитировавшего молодежь на борьбу против Советов. К скандалу оказался причастен Борис Лаго. О его участии быстро узнали работавшие в Праге спецслужбы, и, чтобы вывести Лаго из-под удара, его переводят в Берлин. Но и здесь его преследуют неудачи, так как обнаруживается, что он приехал по поддельным документам. Отсидев месяц в тюрьме, Борис приезжает в Бухарест. Там он занимается вербовочной работой. Через некоторое время в 1925 году его арестовывает румынская тайная полиция. После недолгого разбирательства Лаго получает 5 лет тюрьмы за шпионаж. В тюрьме с Борисом неоднократно встречались высокопоставленные чины румынских спецслужб, предлагая сотрудничество, но он отказался. Таким образом он вышел из заключения только в 1929 году по общей амнистии.
В Бухаресте Бориса «случайно» встретил Виктор Богомолец и предложил работать на Secret Intelligence Service — SIS. Став британским разведчиком, Лаго пишет подробный отчет в советскую внешнюю разведку, где описывает всё, что с ним произошло за последние годы. Но ОГПУ отказывается с ним работать.

### Операция «Тарантелла»
Находясь в материальном затруднении, Лаго по заказу одной из эмигрантских газет пишет «мемуары» о работе советской разведки на Западе. Информация для книги была взята им из открытых источников и не представляла секретного характера. После публикации Борис Лаго становится популярным в некоторых белогвардейских кругах, его начинают приглашать на всевозможные мероприятия. При этом приглашают его люди, деятельность которых интересует ИНО ОГПУ. Так Лаго снова становится агентом советской разведки с кодовым номером А/243. Начинается разработка и воплощение в жизнь операции «Тарантелла». Суть операции, основным инициатором которой являлся глава советской внешней разведки Артур Артузов, заключалось в том, чтобы создать на территории Советского Союза подконтрольную ОГПУ агентурную сеть и передавать посредством неё западным спецслужбам нужную информацию.
В 1931 году Борис Лаго, как агент SIS, по поддельному паспорту приезжает в Советский Союз. В его миссию входило: наладить связь с агентом в Одессе, затем, приехав в Москву, привлечь к сотрудничеству какого-либо высокопоставленного функционера, а также завербовать ряд недовольных Советской властью лиц. С помощью ОГПУ все поставленные задачи были решены, и по возвращении на Запад деятельность Лаго была одобрена Виктором Богомольцем и английской разведкой.
В дальнейшем основным местом деятельности Лаго была Франция. Основная идея операции «Тарантелла» заключалась в том, что английская разведка по сути принимала агентов ОГПУ как своих агентов, те же в свою очередь передавали SIS «ценную» информацию. В окружении Артузова возникла идея завербовать самого Богомольца. Вербовку должен был осуществить Матус Штейнберг, но разговора не получилось. О неудачной попытке вербовки Богомолец доложил англичанам, но в результате работу с ним англичане почти полностью свернули. Борис Лаго получает из центра задание выйти на французские спецслужбы, но попытка провалилась. Французские власти выслали Бориса Лаго из страны, и он прибыл в Москву. Активная фаза операции «Тарантелла» была завершена.

### Дальний Восток
В дальнейшем Борис Федорович Лаго поступил в распоряжение Дальневосточного отдела внешней разведки. Он по документам некто доктор Езан, австрийский подданный, родом из Буковины, ветеран австро-венгерской армии, поселившийся в Харбине. Но вскоре выяснилось, что такого врача в австрийской армии никогда не значилось, и разведчику пришлось сворачивать свою деятельность. В апреле 1937 года Борис Лаго возвращается в Советский Союз.

### Конец
По доносу Абрама Слуцкого 21 апреля 1937 года Борис Лаго был арестован. Осенью 1938 года приговор о высшей мере наказания в отношении Б. Ф. Лаго был приведён в исполнение, его обвиняли в шпионской деятельности против СССР в пользу четырёх разведок одновременно.